# جوان جانووا
أحمد جوان جانووا (بالتركية: Ahmet Civan Canova)‏ (28 يونيو 1955 - 20 أغسطس 2022)، هو ممثل وكاتب مسرحي ومخرج تركي. ولد بمدينة أنقرة. اشتهر بتمثيله بمسلسل ما ذنب فاطمة غول. توفي يوم 20 أغسطس 2022 بعد معاناة مع المرض عن عمر ناهز 67 سنة.